# Salix rhododendrifolia
Salix rhododendrifolia är en videväxtart som beskrevs av C. Wang och P.Y. Fu. Salix rhododendrifolia ingår i släktet viden, och familjen videväxter. Inga underarter finns listade i Catalogue of Life.